# Да не види она
Да не види она је дебитантски албум српске поп-фолк певачице Данијеле Вранић, издат 2006. године за Гранд продакшн. Песме Да не види она и Не могу годинама су биле хитови, а за њих су снимљени музички спотови. Такође су се издвојиле песме Ти ми ниси сигуран и Богата, позната. На албуму су радили Драган Брајовић Браја и Александар Милић Мили.

## Списак песама
| №  | Назив              | Текст                  | Музика                 | Трајање |  |
| 1. | Да не види она     | Јелена Трифуновић      | Јелена Трифуновић      | 4:01    |  |
| 2. | Не могу годинама   | Драган Брајовић Браја  | Драган Брајовић Браја  | 4:03    |  |
| 3. | Воли ме, не воли   | Јелена Трифуновић      | Александар Милић       | 3:21    |  |
| 4. | Ти ми ниси сигуран | Марина Туцаковић       | Атеље траг             | 3:52    |  |
| 5. | Богата, позната    | Марина Туцаковић       | Александар Милић       | 3:42    |  |
| 6. | Недодирљива        | Драган Брајовић Браја  | Драган Брајовић Браја  | 4:11    |  |
| 7. | Улазиш у крв       | Јелена Трифуновић      | Александра Милутиновић | 3:33    |  |
| 8. | Нисам ја од леда   | Јелена Трифуновић      | Миро Буљан             | 2:50    |  |
| 9. | Мирис проблема     | Александра Милутиновић | Александра Милутиновић | 3:41    |  |